# 輪式裝甲車

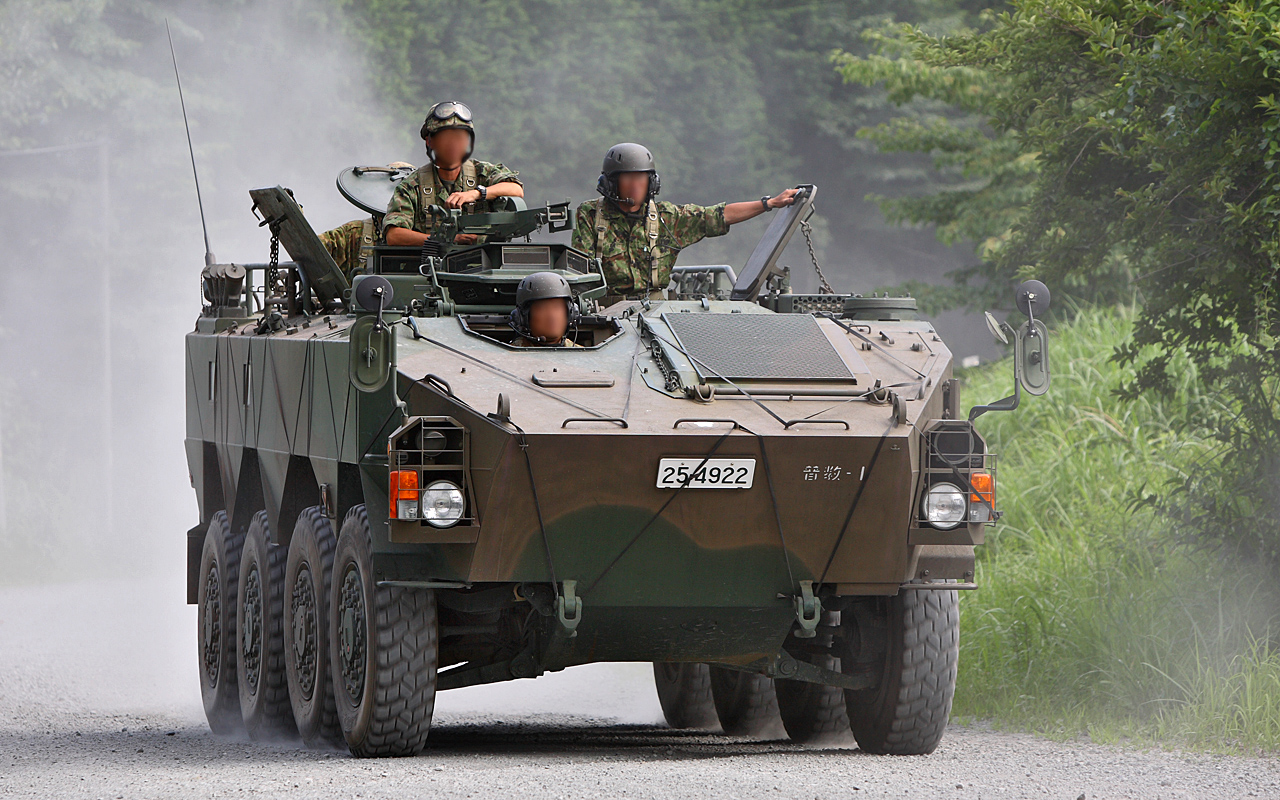
陆上自卫队96式轮式装甲车

轮式装甲车是一种以带有轮胎的轮子行驶的装甲车辆。

## 概述
装甲车根据行走装置类型分为履带式装甲车和轮式装甲车 。履带式装甲车在无尽的履带上行驶，俗称履带式或履带式，而轮式装甲车则在轮子上行驶，轮胎与普通汽车类似。

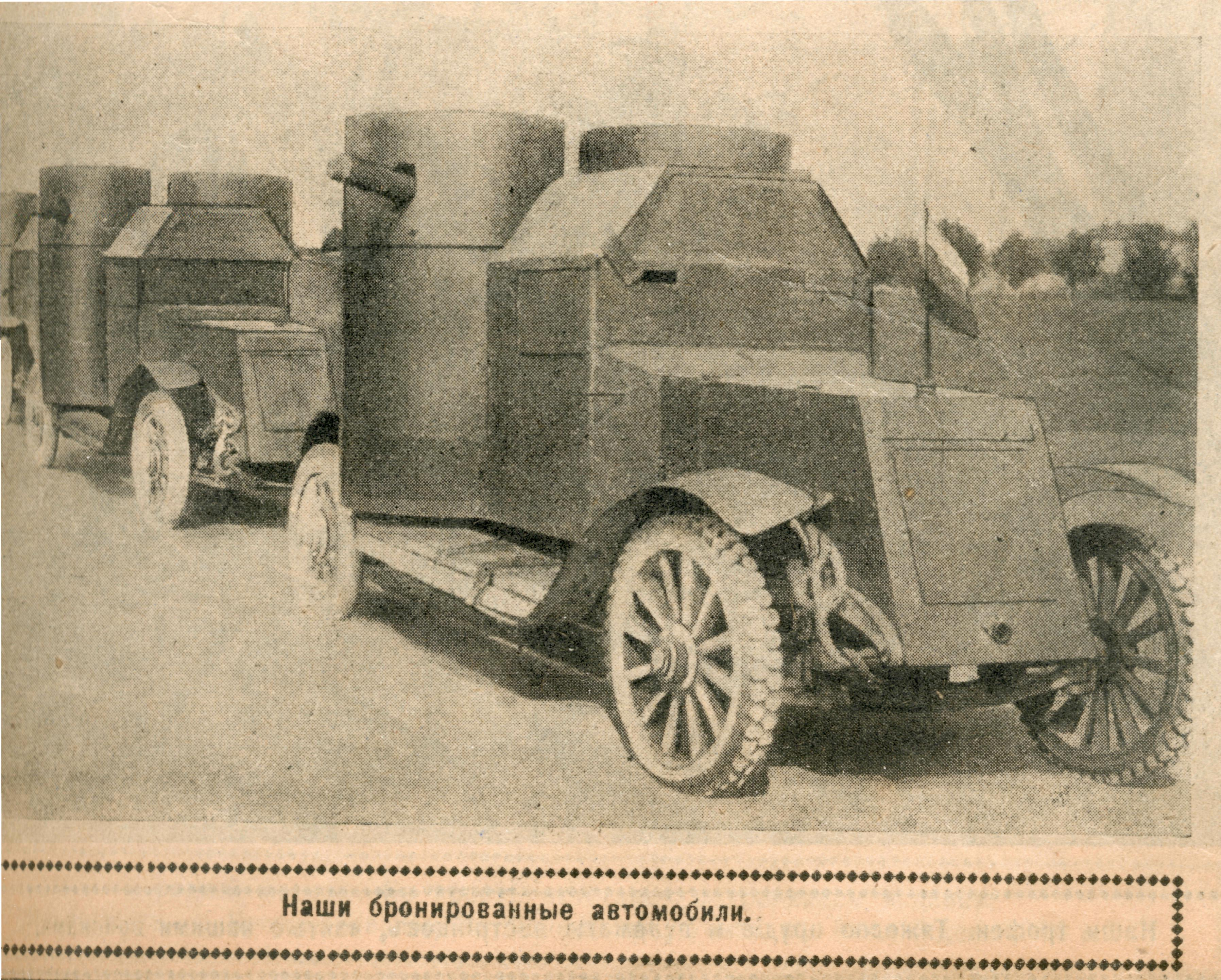
奥斯汀，一种早期的轮式装甲车

轮式装甲车和履带式装甲车，包括坦克在内，大约在第一次世界大战期间开始投入实际使用。但在军事用途上，履带式车辆是主流，因为它们能承受重型装甲和坚固武器的重量，并且在崎岖地形的野战中具有出色的机动性。由于技术限制，许多轮式装甲车用于支援比如前线后面的巡逻、任务。另外，它也被用于警察目的，不承担在崎岖地形上进行机动的任务。
随着冷战的结束和主要国家走向大幅裁军，轮式装甲车因其低成本而受到关注，并迅速蔓延到以前由履带式车辆占领的地区。因此，“轮式装甲车”一词通常指冷战后新一代的一组车辆，特别是军用车辆。

平民和警察机构使用的装甲车几乎都是轮式装甲车，所以简称为“装甲车”。

## 特征

### 公路性能
轮式车辆上装有轮胎的车轮只要在铺好的路面上行驶，就可以高速稳定行驶，且能耗很少。这是履带式车辆无法实现的特点，低油耗使其续航里程长，减轻了后勤负担。履带式车辆的最高速度通常约为70公里/小时 ，但轮式车辆的速度可达100公里/小时以上。
履带式车辆除了长距离行驶时的可靠性问题外，还会对路面造成较大破坏，因此坦克运输车（坦克运输车，用于运输特大重物）一般用于通过公路网。拖车），但轮式装甲车可以自行推进。履带式车辆的履带会产生大量噪音和振动，导致乘员疲勞和故障，并增加可检测性，但轮式车辆的此类问题较少。
另外，虽然履带式车辆的履带被反坦克地雷切断后就无法行驶，但许多轮式车辆即使一两个轮子损坏仍然可以行驶。 无论路面如何，轮式车辆驱动系统的可靠性均高于履带式车辆。
尽管有这些优点，但可以说，履带式车辆的所谓“越野性能”，如“崎岖地形行驶能力”、“越过壕沟的能力”、“越岸能力”和“爬山能力”较差。  .
轮式车辆不像履带式车辆那样具有宽阔的地面接触面积，但圆柱形轮胎会稍微变形以形成狭窄的接触面积。在松软的地面上，地面接触面积会因下沉而增加，但如果车辆下沉过多，则无法行驶。不可避免的是，轮式车辆更轻 ，减轻了运输过程中物流的负担，如果条件合适，还可以通过航空运输。 

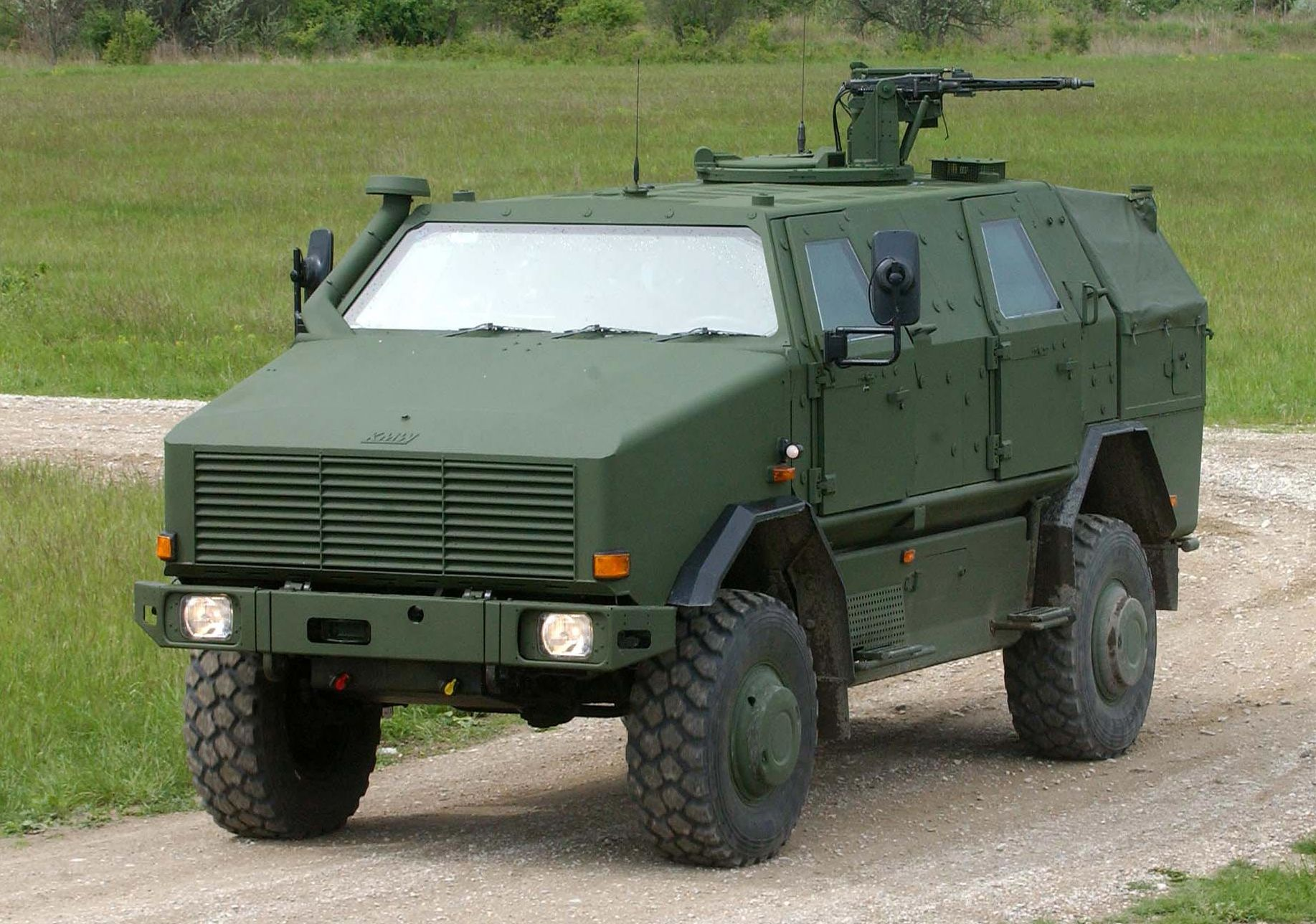
野犬式全方位防護運輸車

轻量化的车体限制了装甲厚度，导致防护效果较差。 ERA等附加装甲使其能够抵御聚能装药弹、反坦克地雷和简易爆炸装置（IED）等威胁，但对动能弹的抵抗力很小。

然而，随着后冷战时代的普及，以及性能和重量的增加，采用了曾经只用于主战坦克的复合装甲，正面装甲据说可以承受30毫米的炮弹。 APFSDS子弹也可用。

### 低威脅性
履带式车辆让人想起坦克，它是陆地军事力量的象征，并且有一种令人生畏的感觉。在战场上，恐吓感是有意义的，但在治安维护行动中，这就让人想起军事占领，这会引起当地居民的恐慌和敌意，造成不必要的摩擦。对于发达国家来说，通过新闻报道不会产生积极的效果。如果是轮式车辆，它会感觉像一辆熟悉的大卡车，使其不那么令人生畏，并避免不必要的摩擦。 此外，一些轮式警车的外观与普通（防弹）车辆没有太大区别，牺牲装甲防护以避免恐吓市民并引起不满。

### 低成本
由于轮式车辆的车身较轻，因此其发动机和整个驱动系统不需要具有很高的输出。因此，武器的基础车体可以以相对较低的价格生产和获得。另一方面，随着履带车辆重量的增加，要求发动机和整个驱动系统具有高输出，这使得这些车辆的采购价格以及包括装甲在内的车体价格上涨。 

## 分类
轮式装甲车有两种类型，即军用车辆：战斗车辆和非战斗用途车辆，战斗车辆的装甲较厚。用于非战斗目的的轮式装甲车包括那些没有自己的武器的车辆和那些有有限武器的车辆。
- 装甲车
  - 轮式装甲车
    - 轮式战斗装甲车：步兵战车（IFV）
    - 轮式非战斗装甲车
      - 有限武器：装甲运兵车（APC）、步兵运载车（ICV）
      - 非武装：各种类型的车辆，包括紧急运输车辆

许多轮式装甲车以装甲运兵车型、步兵战车型、机动火炮型、迫击炮型、反坦克导弹型、侦察车型、反核装备侦察车型、移动指挥中心型、火力型为主。开发通常是作为各种衍生车辆系列进行的，例如支援车辆类型、紧急运输类型、救援车辆类型、工程师类型等。与单独生产每个车型相比，它具有许多优点，例如较低的开发和生产成本以及在运营过程中标准化维护的能力。 

### 战斗装甲车

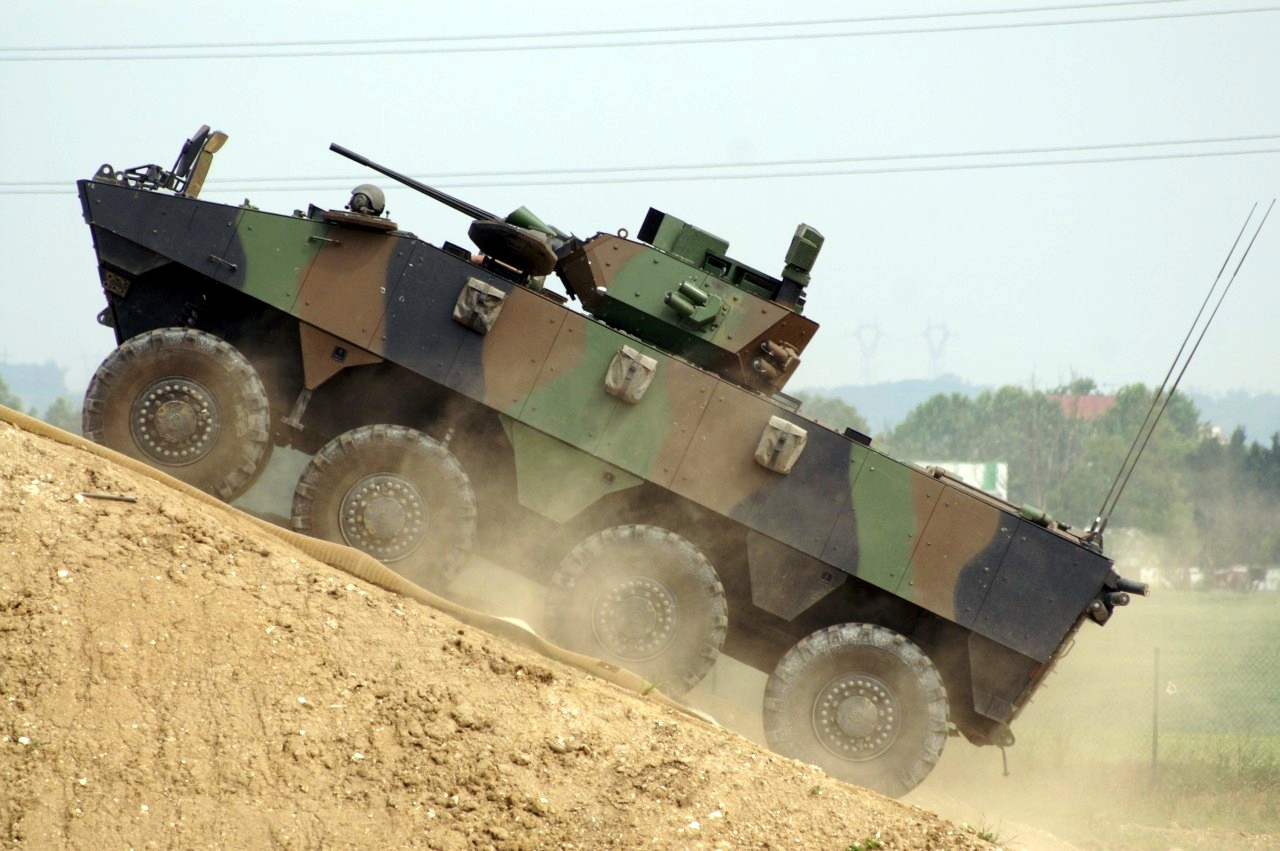
VBCI步兵战车

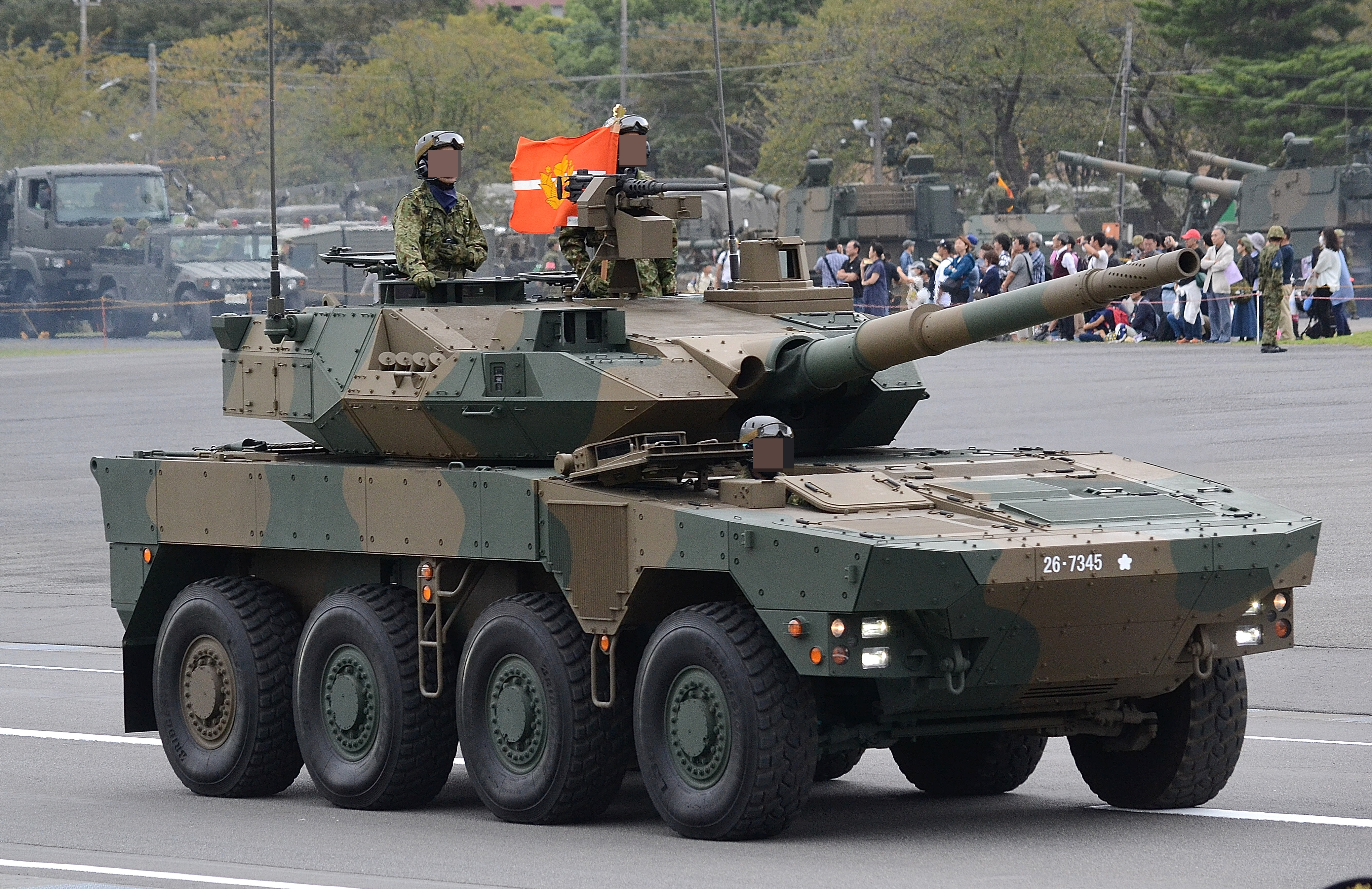
16式机动战车

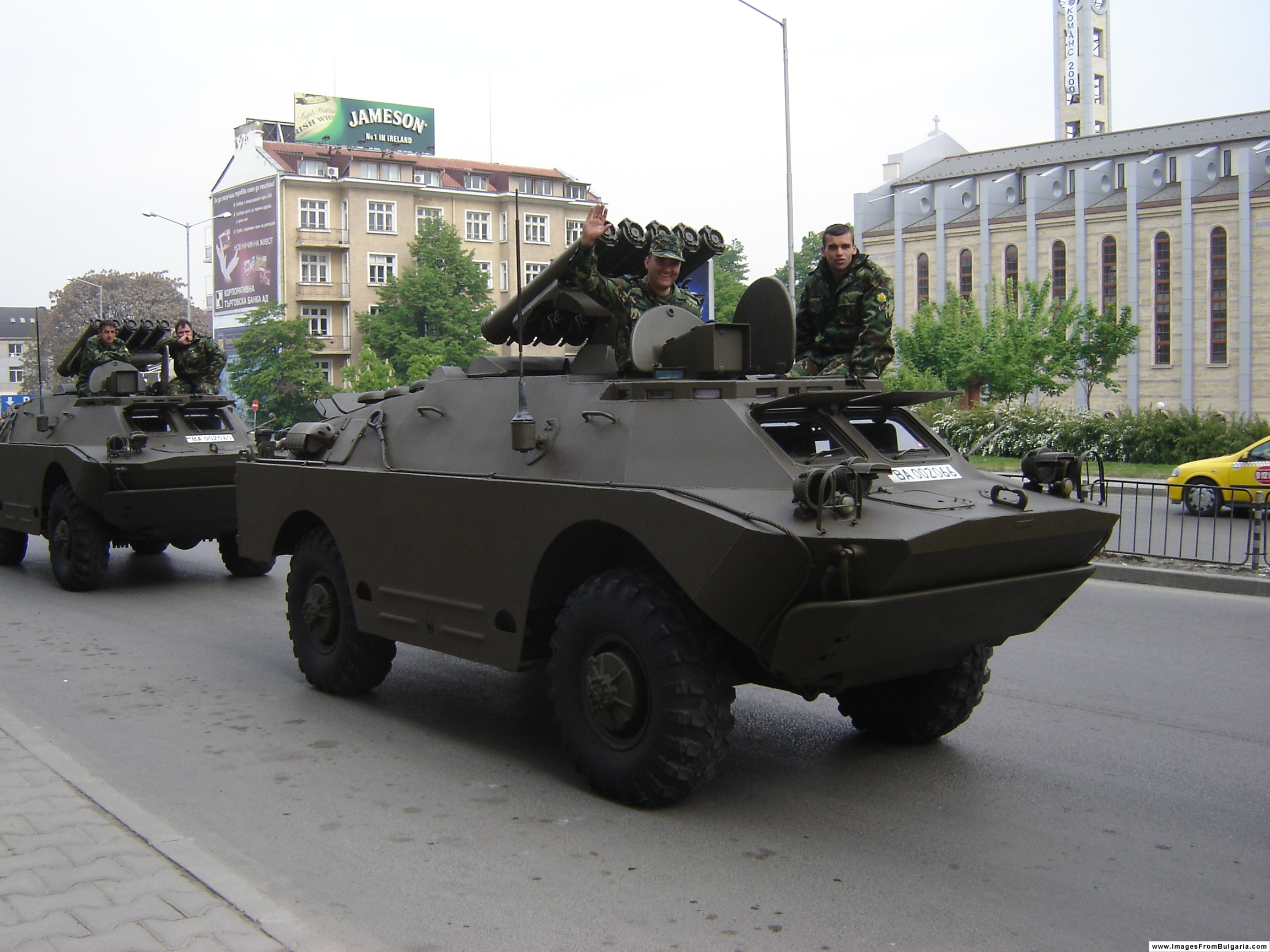
9P148

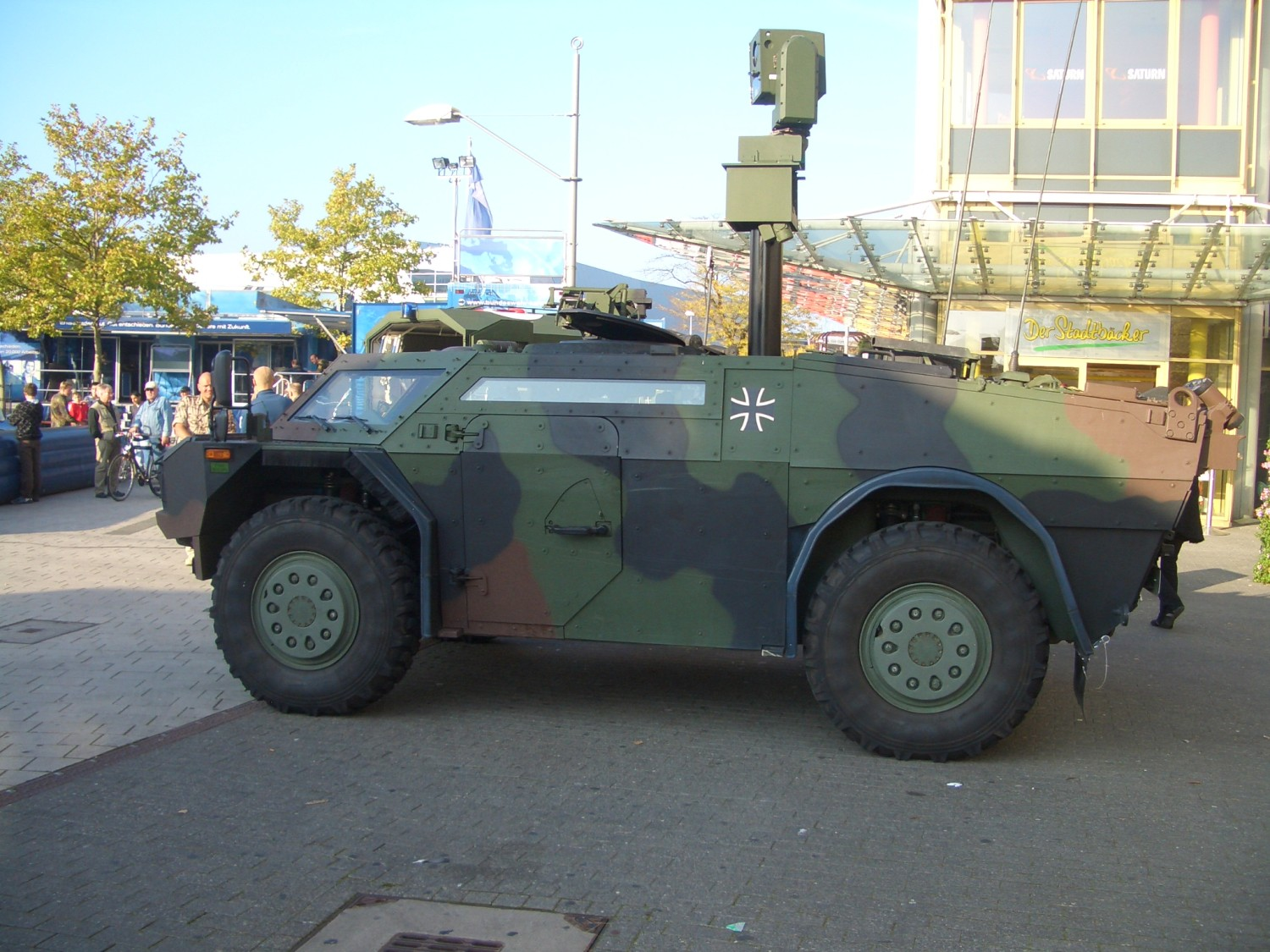
耳廓侦察车

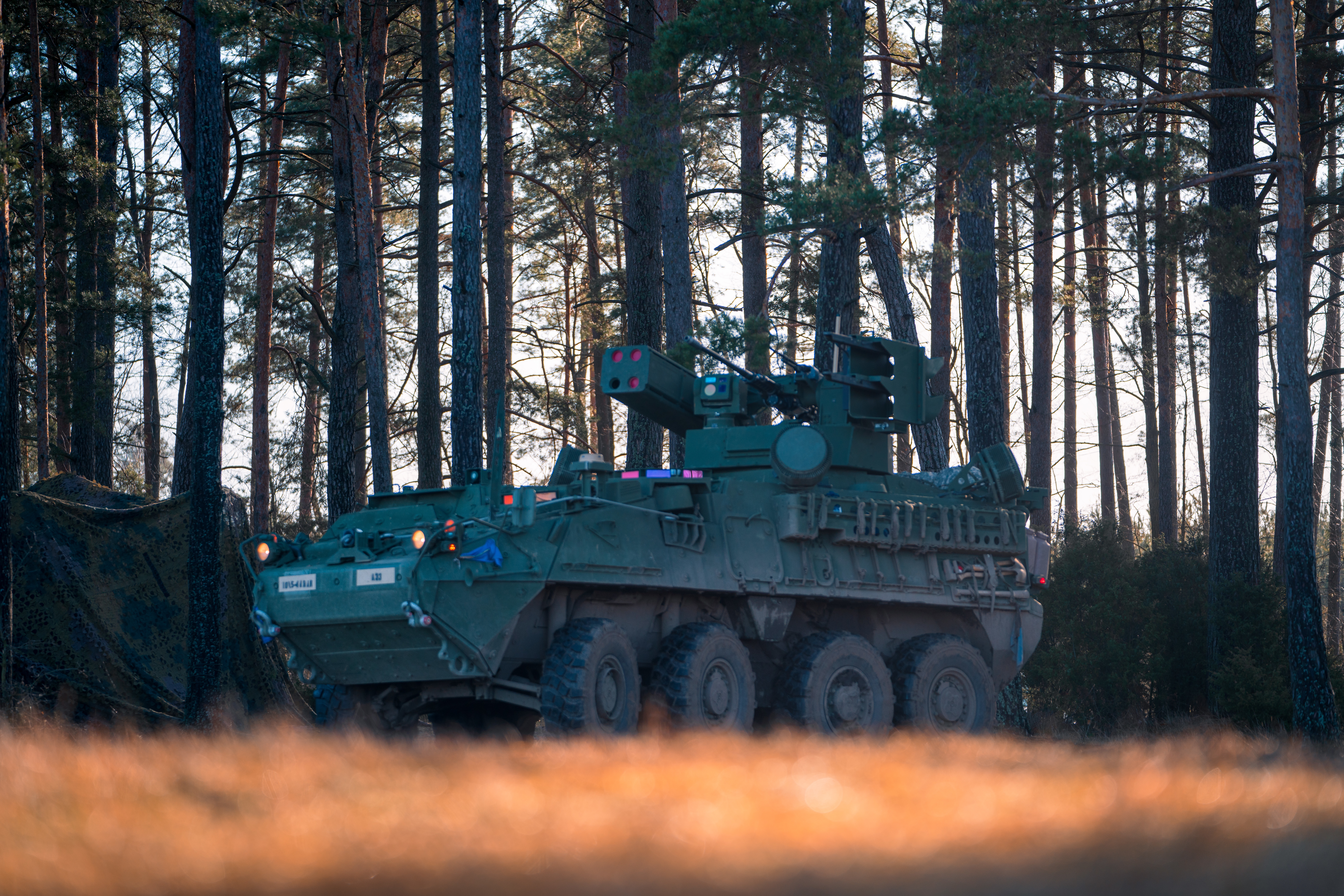
前锋 IM-SHORAD

步兵战车
最典型的轮式战斗装甲车是步兵战车（IFV）。冷战前研制的步兵战车大多为履带式，但2000年代后大量采用轮式步兵战车。步兵战车搭载约6-9名步兵随坦克前往战区，与敌作战时，车上步兵下马作战，同时步兵战车还携带独特的机枪和反坦克炮，使用导弹等武器进行攻击。提供支持。虽然其作战能力优于装甲运兵车，但其可容纳的步兵数量也相应减少。此外，与装甲运兵车相比，它们通常具有更厚、更耐用的装甲。
此前，步兵战车与坦克一起上战场，战斗风格是高低角色混合。与此相一致的是，许多坦克在可容纳两人左右的炮塔中配备了25-35毫米中口径火炮，但自21世纪初以来，它们已被用于独立的安全维护行动和不带坦克的游击行动。越来越多地被用于非对称战斗中以应对这种情况，机枪口径趋于增加到30-40毫米。
轮式坦克
配备与上一代坦克相当的主炮的轮式装甲车从一开始就已经投入使用  ，有的已经用于实战 。除了执行高功率侦察任务外，这些部队还可以在反坦克作战中充当步兵部队的支援力量，并对敌方阵地和建筑物进行直接火力支援。有时它也被用来在非常规战争中保护运输车队。
这些新型战车没有固定的分类名称，但通常被称为轮式坦克（通用名称）或移动火炮（美军名称）。
配备相当于坦克炮的大口径火炮，攻击力很高，但装甲只能防御小型子弹，最多只能防御20毫米机炮炮弹，无法防御任何类型的坦克炮弹，所以它的防御力极其有限，这是事实。在15-25吨的中型车体上安装105毫米坦克炮已经是极限了，如果为了增强装甲而大幅增加重量，轮子将不再能够支撑车体，所以在未来的防御中如果你想提高自己的能力，可以通过额外的装甲来增强，例如爆炸反应装甲（ERA）和物理击落敌人子弹的APS 。因此，它的最初用途并不是反坦克作战，而是对步兵进行直接火力支援，也可以称为自行步兵炮。如果你在面对坦克时无法第一枪击败坦克，那么最好利用你的机动性来逃跑和撤离。）和传感器，有的甚至能够自动跟踪目标 。
随着反坦克导弹变得越来越复杂，这种车辆不再积极用于反坦克战斗，尽管它通常被称为轮式坦克。例如，在使用M1128斯赛克MGS的美军中，在FM 3-20.151中，斯赛克旅最有效的反坦克火力是M1134斯赛克ATGM，而MGS的反坦克任务只是次要的一、 然而，这些车辆在直接瞄准大口径火炮的火力支援方面仍然具有很大的用途。

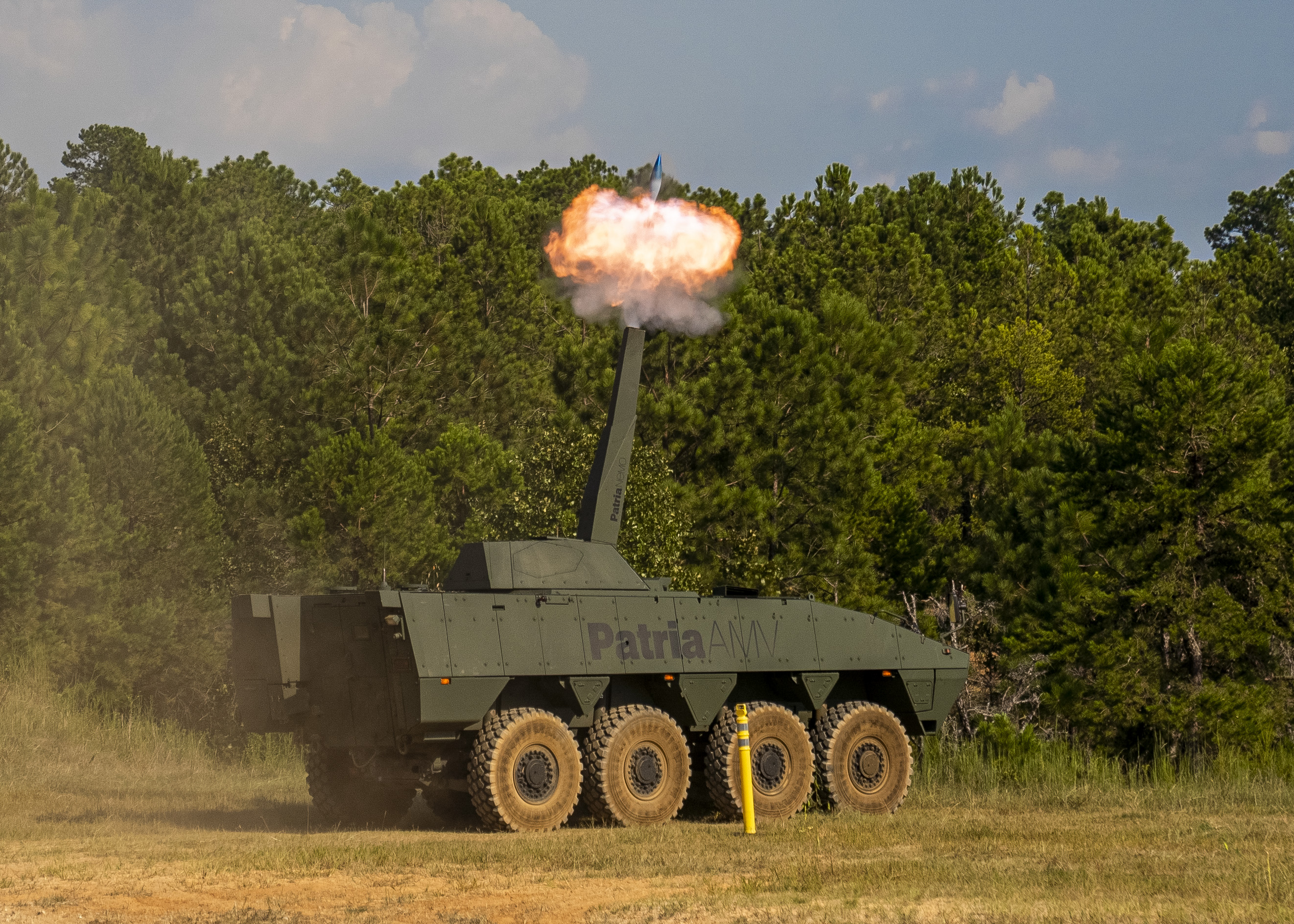
Patria AMV 配备NEMO 迫击炮炮塔

迫击炮装备车（自行迫击炮）
许多是在步兵战车型或装甲运兵车型的基础上进行了小改动，后部人员舱的顶部向左右敞开，从安装在转盘底座上的81毫米或120毫米迫击炮发射攻击。人员舱的地板。有很多种类型，但也有安装在砲塔式或使用双联炮的想法。除主迫击炮外，还可能配备小型迫击炮。
反坦克导弹车型（坦克歼击车）
它可以从车体上的全能发射器发射类似BGM-71 TOW 的反坦克导弹。反坦克导弹发射器虽然看上去体积庞大，但比火炮和炮塔要轻，因此配备了准备发射时抬起发射器同时覆盖车体的机构，并且在行驶时可以存放在车内。还。
侦察车类型
相对较多的车辆是4轮驱动的，但带有可升到10米左右高度的塔形传感器装置的侦察车有6个轮子。它不仅执行机械侦察，还运送侦察队进入敌方领土。未来，无人侦察机将能够从较远的后方执行侦察任务，因此侦察车也可能成为无人机的运输和作业车辆。
高炮/导弹车类型（自行高炮/自行防空导弹发射车）
它装备有相对近程的高射炮和防空导弹以及雷达，负责单位规模的防空。  
冷战时期，“猎豹”等采用主战坦克底盘承受大口径速射机枪后坐力的防空坦克价格昂贵，而且主轴无论是空对地还是对地-对空攻击的射程更远，经常使用后坐力极低的防空导弹、卡车等成本较低的车辆，防空装甲战车已有所下降，但自2010年代以来，低性能但廉价的车辆已开始使用可以大量部署的小型无人攻击机（ UAV ）的威胁已得到认识，开发也变得更加活跃。

### 非战斗装甲车

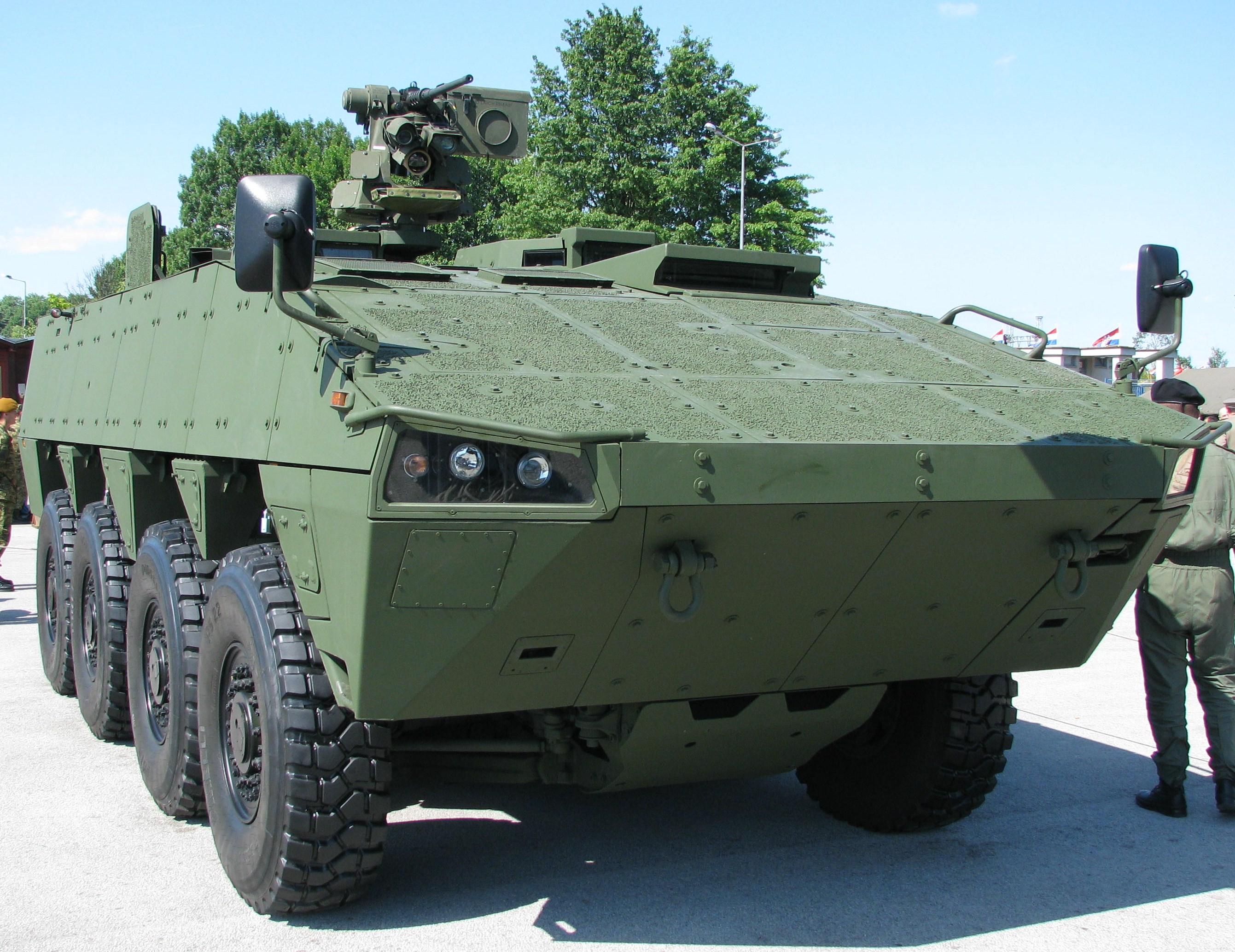
Patria AMV装甲运兵车，配备全模块化装甲和保护器 RWS

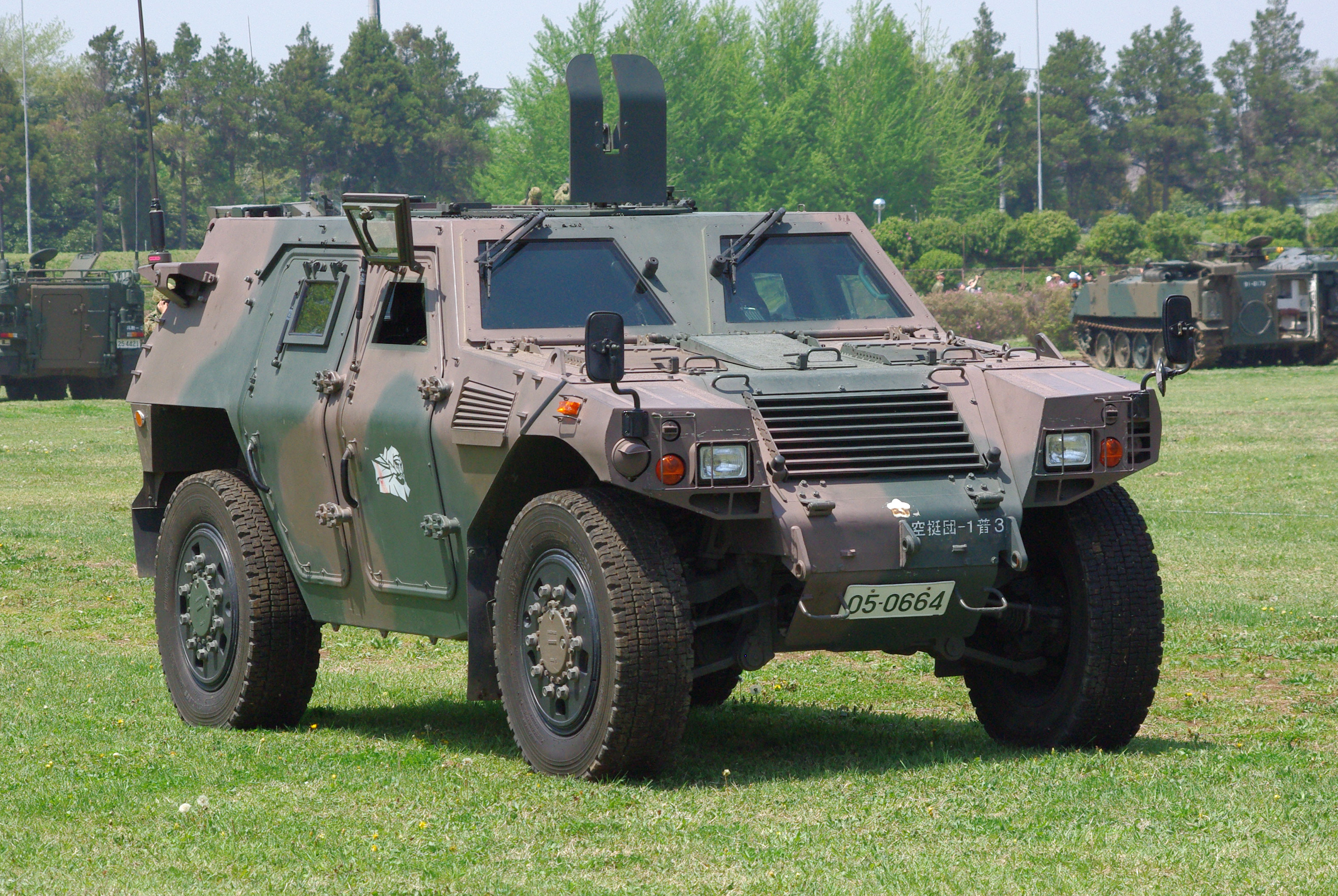
陆上自卫队轻型装甲车

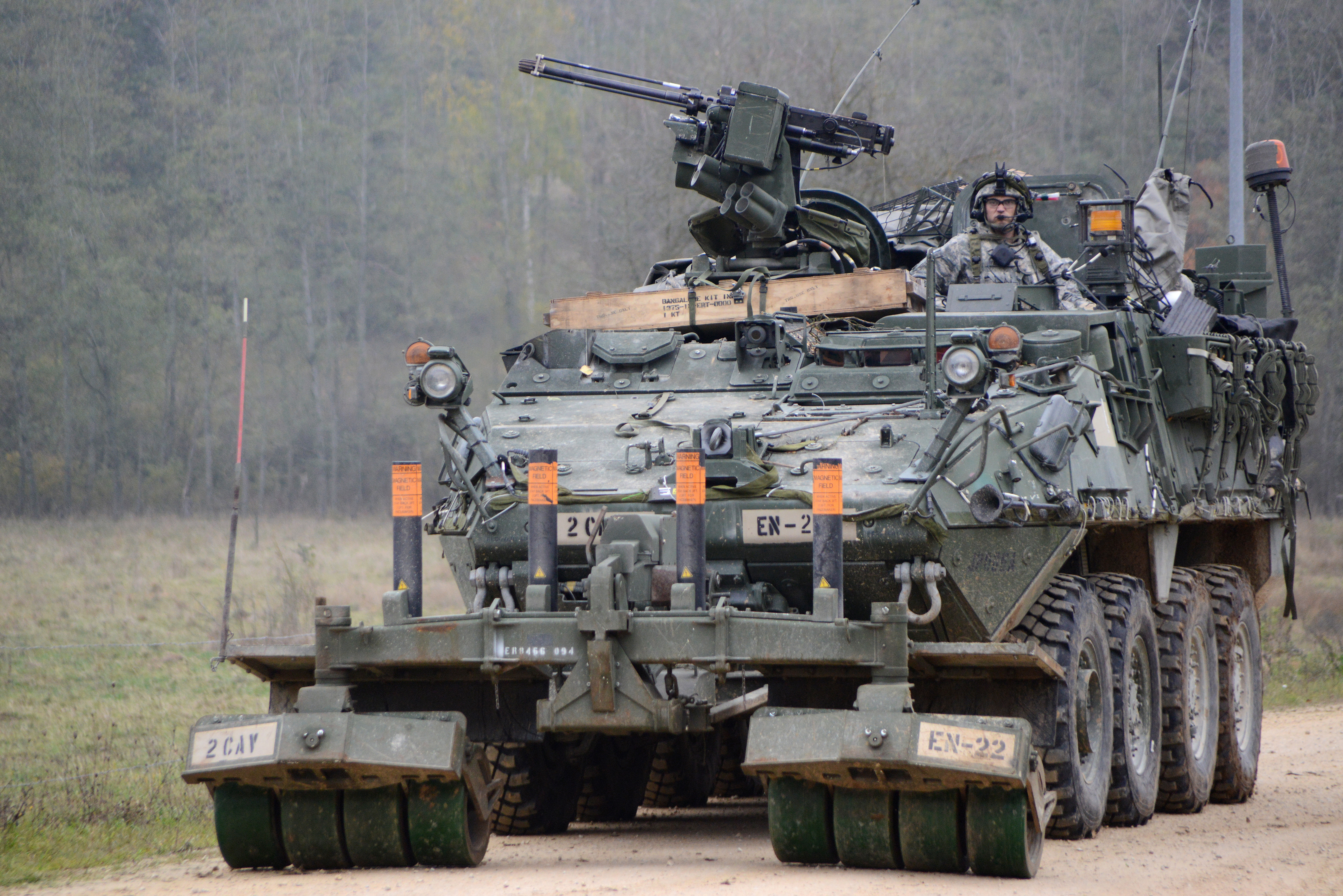
前锋ESV

装甲运兵车
装甲运兵车是用于在战场和后方之间运输步兵的车辆。虽然它们避免自行主动战斗，但它们配备了机枪、导弹和榴弹发射器，以相对简单的枢轴安装形式作为在受到攻击时的自卫武器。从20世纪末开始，还列装了装备5.56毫米、7.62毫米、12.7毫米机枪和40毫米自动榴弹发射器的遥控武器站（RWS）等自卫枪械。
士兵们经常背对着左右墙壁，面对面地登上车辆。
步兵车
传统的分类范围从装甲运兵车到轻型侦察装甲车。虽然随着冷战的结束，正规战争的威胁有所减弱，但非常规和不对称战争的机会却有所增加，实力较弱的部队避免与主要作战部队交战，而是将目标瞄准从事运输和巡逻的轻装备后卫部队。恐怖主义和游击战争造成重大损失。特别是，美军虽然在伊拉克战争、阿富汗冲突等正面战斗中取得压倒性胜利，但在被占领土上驾驶软皮（非装甲车）悍马车和卡车作战的士兵却造成重大伤亡，成为美军的一大杀手锏。国内重大政治问题出现了。作为对策，我们采购了大量各种装甲车，统称为MRAP （防雷伏击防护车），主要针对地雷和简易爆炸装置，主要用于恐怖分子和游击队袭击。其他国家吸取了这一经验，开始采购低成本轮式装甲车，重点是防爆，旨在取代软皮车辆，创建了一个新类别，与防地雷反伏击车和早期的类似车辆一起统称为步兵移动车辆。
移动指挥中心（指挥通讯车）
车内配备信息通讯设备、图像显示装置、办公桌等，可供3至5名军官在前线执行指挥指挥职责，车内天花板高度足以让成年人站立.有很多。指挥中心的功能是在车内完成的，但很多都有帐篷顶，延伸到车外以创造更大的空间。
紧急运输类型
紧急运输车是战场救护车，其作用是将受伤人员运送到治疗设施。它可以运载 2 至 4 人的担架，还可以容纳几名护士和轻伤人员。与指挥中心型一样，车内也有一个天花板很高的。
救援车类型（装甲救援车）
它的主要作用是将因损坏或损坏而无法自行行驶的车辆拖到其后方可以修理的地方。配备的起重机还执行维护工作，例如更换发动机动力组和用过的枪管。
工兵型（战斗工兵车）
主要配备扫雷设备。车辆前部可加装除雷犁和除雷滚轮，沿除雷路径竖立旗帜。有的配备探雷设备和用于引爆的导爆索发射器。他们还扮演着埋设地雷和清除道路上除地雷以外的障碍物的作用。 
虽然它们挖掘地面的推进力不如传统上用于此类任务的履带式坦克或装甲推土机，但它可以用于统一装备特定车辆类型的部队，例如史赛克旅战斗队。 Buffalo和PEROCC 等车辆已被开发出来，使用传感器和机械臂来应对非对称战争环境中的点爆炸威胁，这种环境不同于野战或野战中的雷区。

## 技術

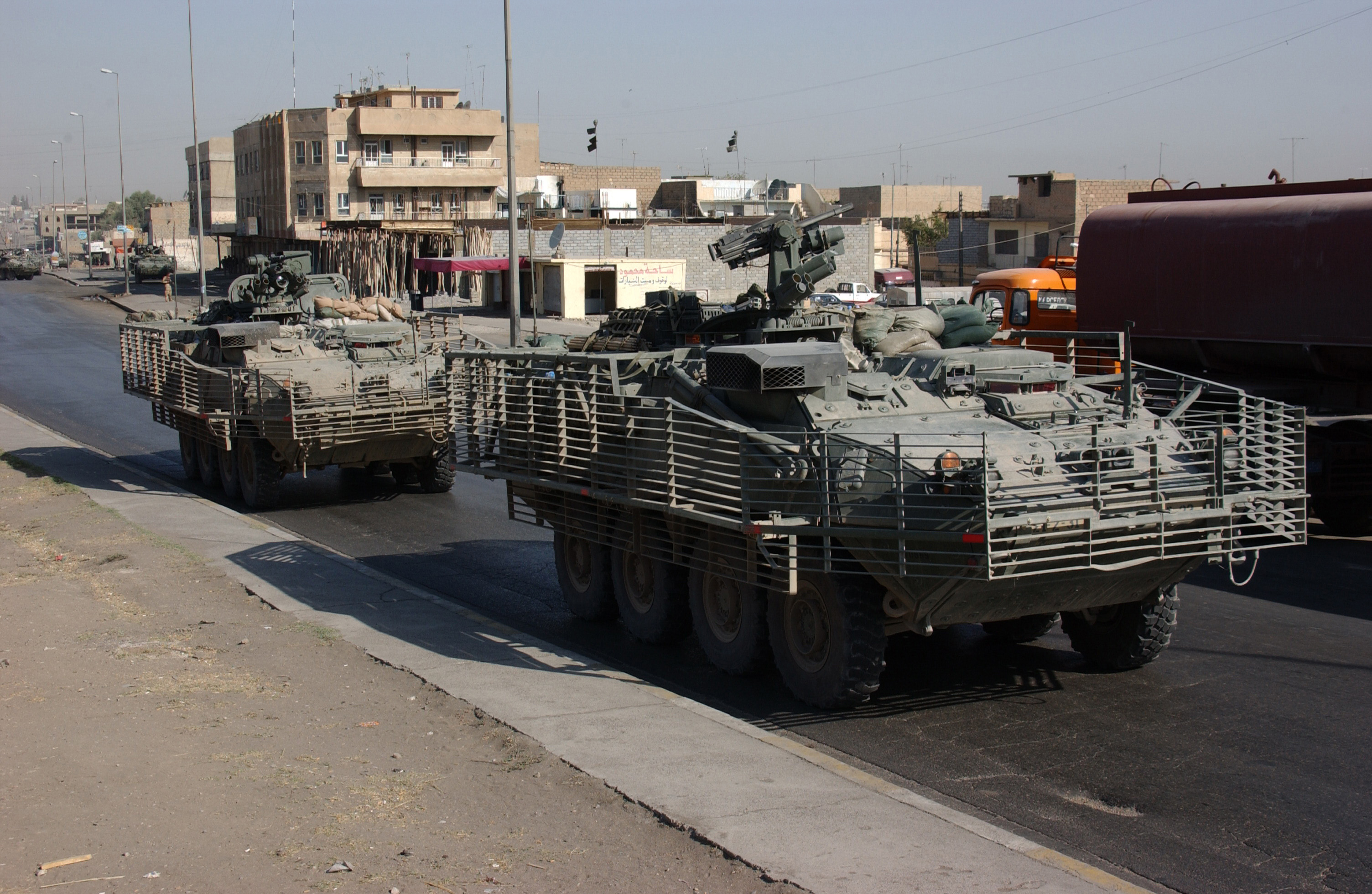
身穿板条甲的前锋

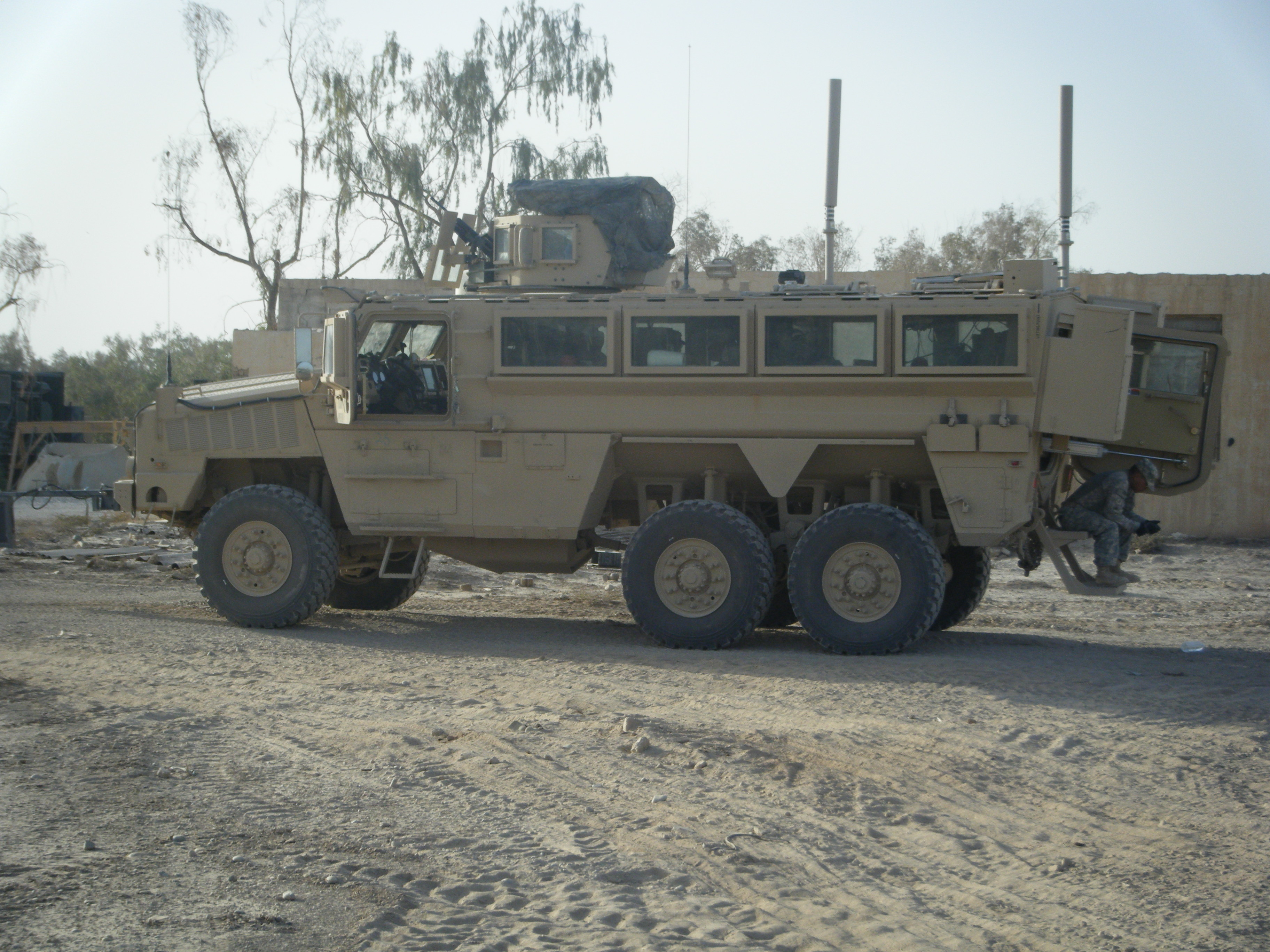
RG-33防雷反伏击车。可以看到载员舱下方的V形底部结构。

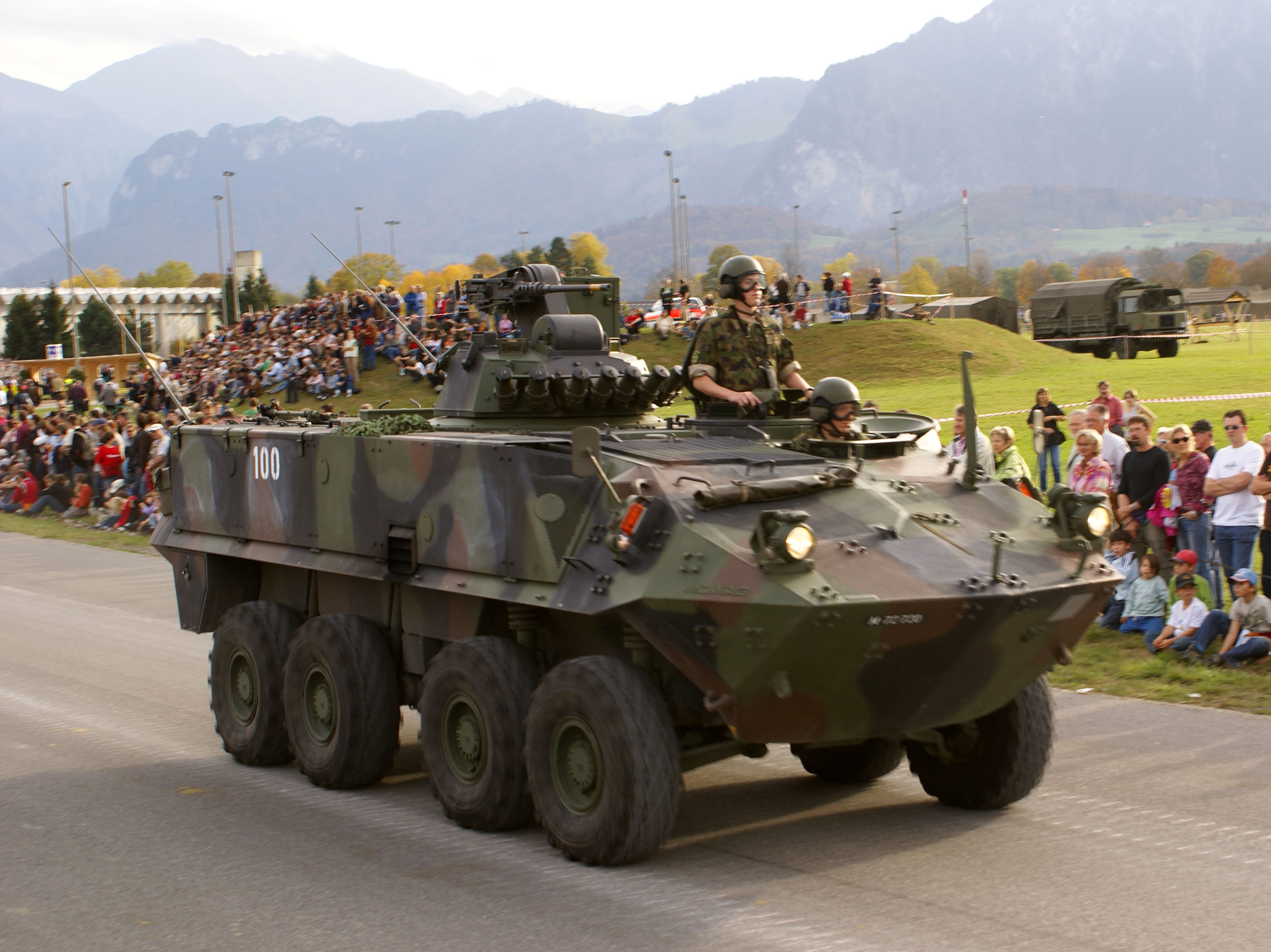
食人鱼确立了现代轮式装甲车的布局

裝甲
为了减轻重量，装甲的厚度受到限制，而由钢或铝合金制成的相对较薄的装甲往往只能对小子弹提供足够的防护。 常用于坦克主装甲的复合装甲尚未完全应用于轮式装甲车  。这增加了重量和厚度，并且价格也很高，因此可以认为是考虑到被子弹击中的预期风险和敌人的威胁程度等因素而做出的决定。
许多汽车都在汽车内壁上贴有一种防溅织物，称为防裂衬垫，由芳纶纤维或塑料制成。
称为板条装甲的金属栅栏可以放置在车身周围。该机制针对聚能爆炸弹反坦克导弹，类似空心装甲，在最佳防区外距离前引爆弹头，聚能高速穿甲弹从收敛状态释放，威力更强。我正在努力达到失去后的原始装甲板。它对APFSDS子弹无效，APFSDS子弹是坦克炮弹中常用的高速穿甲弹。 
爆炸反应装甲（ERA）可以有效对抗高速穿甲弹和聚能装药弹药，是一种盒状或瓦状的金属块，可以在工厂预装在战车上，也可以作为一种高威胁武器，在偏远地区作战时还可以进行改装，对于轮式装甲车等重视空运性的武器，可以灵活空运轻装甲战车，并增加附加装甲，如ERA 稍后。性别是有用的。然而，ERA爆炸产生的碎片和冲击波会对车辆周围的友方步兵和平民造成附带伤害，如果车辆本身的装甲很薄，它将无法承受ERA爆炸，即使它可以承受，对车身的轻微撞击可能会导致设备故障或乘客受伤。
防雷
有些车辆有像小船一样的V形底部，以防御反坦克地雷（参见V形船体）。许多轮式车辆即使只有一个轮子受损也能继续行驶，但如果底部发生爆炸，即使底部没有被刺穿，除非爆炸的影响得到适当消散，否则车辆也有倾覆的风险。这是。
此外，为了防止车内乘员受到爆炸冲击力的伤害，座椅设有减震功能 ，并设计有头枕，以确保扣紧的乘员的安全。系好安全带。有些事情已经完成了。然而，减震座椅占用空间，减少了载客量。
行走驱动系统
许多具有四轮、六轮或八轮独立悬架和全轮驱动。四轮车辆中，不乏侦察车。特殊情况下，还有10轮机动火炮类型 。另外，大部分车辆都是通过前两排四个轮转向，但也有例外，后两个轮也可以转向，   就是动力转向。另外，即使装备了轮子，也有一些车辆，例如坦克，会因为左右轮的旋转角度不同而改变方向。 
在大多数情况下，柴油发动机通过自动变速器减速并通过多个传动轴和差速齿轮驱动轮胎，但柴油发动机配备柴油发电机并使用产生的电力为电池充电，同时有的采用柴电混合动力驱动方式来驱动轮毂电机 。
轮胎是泄气保用轮胎，即使损坏也可以行驶相当长的距离，并且有两种类型的轮胎：“胎侧加固轮胎”，其具有加固的胎体或胎肩以及轮胎内部的橡胶盘有一种“芯式子午线轮胎”。
许多车辆都配备了一种装置，可以通过驾驶员座椅上的一个开关来调节轮胎气压，通过降低气压和扩大接地面积，可以在泥泞地形上行驶。
基本上，驱动系统贯穿车体底部，因此如果车内有足够的空间，车辆高度将高于履带式车辆。由于许多车辆用于运输目的，需要很大的内部容积，并且如果它们配备船形底部或双层或三重底部以防止地雷， 车辆最终会加剧这种趋势。容易翻倒。
漂浮能力
很多轮式装甲车的涉水深度在1.5m左右，但车体较轻的则具有漂浮能力。芬兰制造的Patria AMV得益于位于车辆左后和右后两端的带罩螺旋桨，可以以 8-10 公里/小时的速度行驶。瑞士制造的Piranha III 也可以以 10 公里/小时的速度行驶，而奥地利制造的 Pandur II 可以通过两个喷水器以 10-11 公里/小时的速度行驶。
室内布局
如果你设计一辆宽度为2-3m、车身长度略低于4-8m的车辆，内部布局将几乎相同，并且在许多轮式装甲车中，发动机位于左侧或右侧位于车辆前部。对面的驾驶员座椅通常与设计和制造国的驾驶员座椅相同。在很多情况下，车长和机枪手平行位于飞行员座椅后面，整个后部区域被用作人员舱。 
许多车辆在车轮上方的车辆左右两侧的空间内设有轻油（即柴油）油箱，有的还在双层底空间内设有油箱。车身的前上表面通常由具有斜鼻的单个平面组成。车身侧面几乎由简单的平面组成，车辆的设备很少暴露 。
空调和自动灭火器可以作为标准设备安装，也可以作为选装件安装在车内。需要空调来提供NBC防护。许多车在车身顶部后部有大约两个简单的舱口。车门在车辆后部打开，一些大车门通过液压或电机打开，在地板上的铰链上落下，在下车和登机时形成一个大台阶，而较小的车门则向侧面打开。有东西。
由于轮式车辆经常依靠自身动力在道路上行驶，与履带式车辆不同，各国都在车体左右两侧都装有后视镜。
应对以网络为中心的战斗
在现代战场上，经常使用射程更远、命中率更高的制导武器，且盟友和敌人相互交叉，在战区内传达彼此位置的信息网络变得至关重要。除了防止友军意外开火外，它还向友方远程导弹部队、炮兵或空军发出敌人位置警报，使他们能够使用导弹、炮弹、近距离空中支援或制导炸弹（如JDAM）进行攻击.它也变得更容易。
主动保护系统
主动防护系统（APS）是一种击落空中飞向车辆的敌方子弹的装置，远离车身。21世纪初，基于很早技术的APS已经开始安装。是它正在发展的阶段。有关详细信息，请参阅主动保护系统 。
模块化系统
传统的轮式装甲车都是根据需要针对每种用途专门开发的，但底盘设计基本没有区别，所以底盘是通用的，每种任务所需的功能都是模块化的，设计了一个“模块化系统”，通过根据需要更换，可以将其用作通讯指挥车、装甲车、装甲救护车、自行迫击炮等。截至2016年，部署了CM-32和Boxer轮式装甲车。
关于覆盖车体的装甲，轮式和履带式车辆普遍在整个表面配备附加装甲，以便根据运输机的任务或限制进行调整。

## 画廊

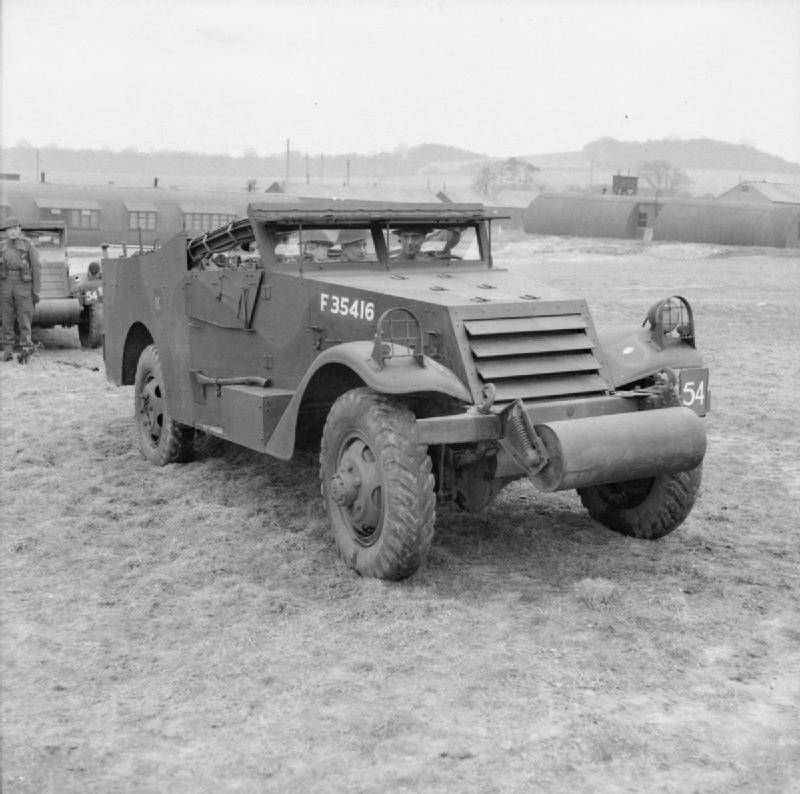
二戰時期的M3偵察車
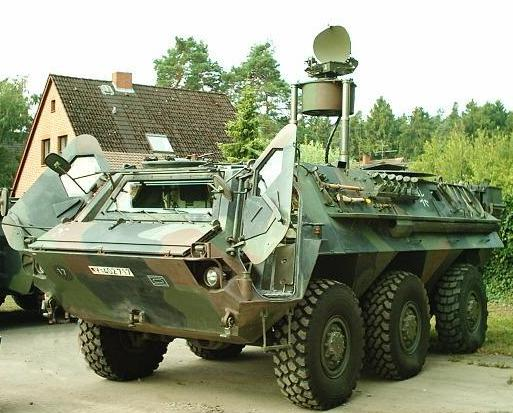
狐式輪型裝甲車
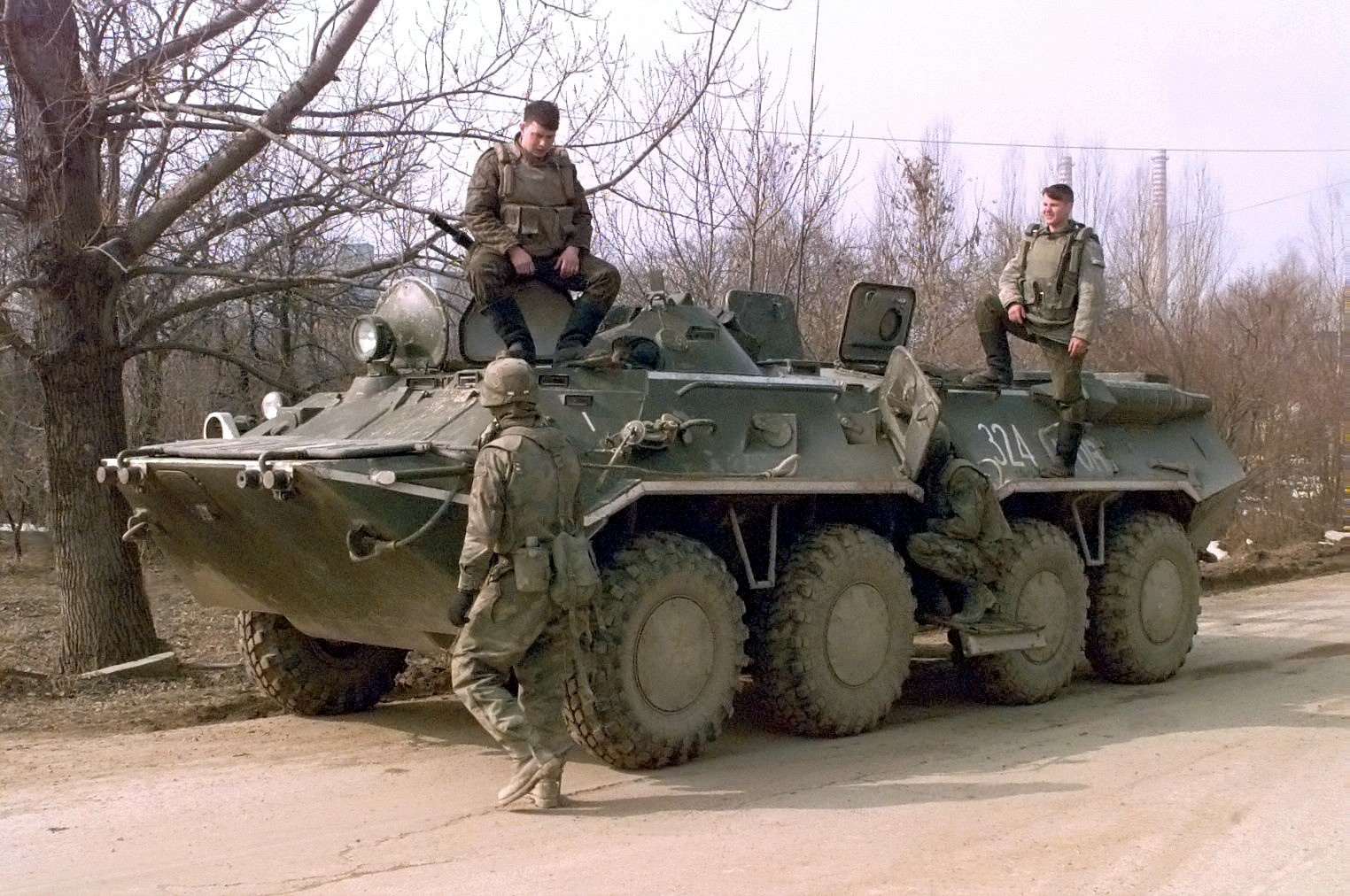
BTR-80裝甲運兵車
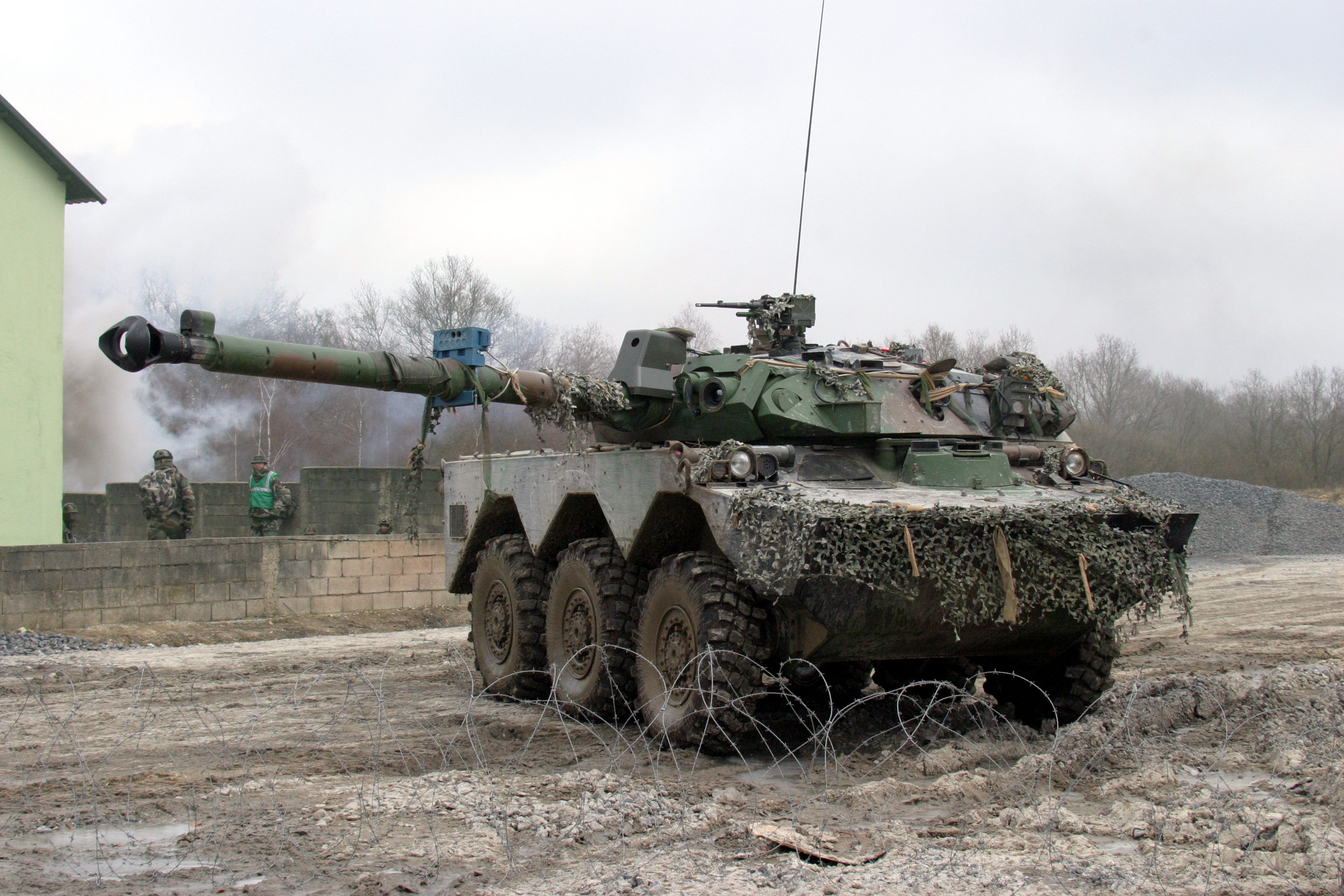
AMX 10 RC裝甲車
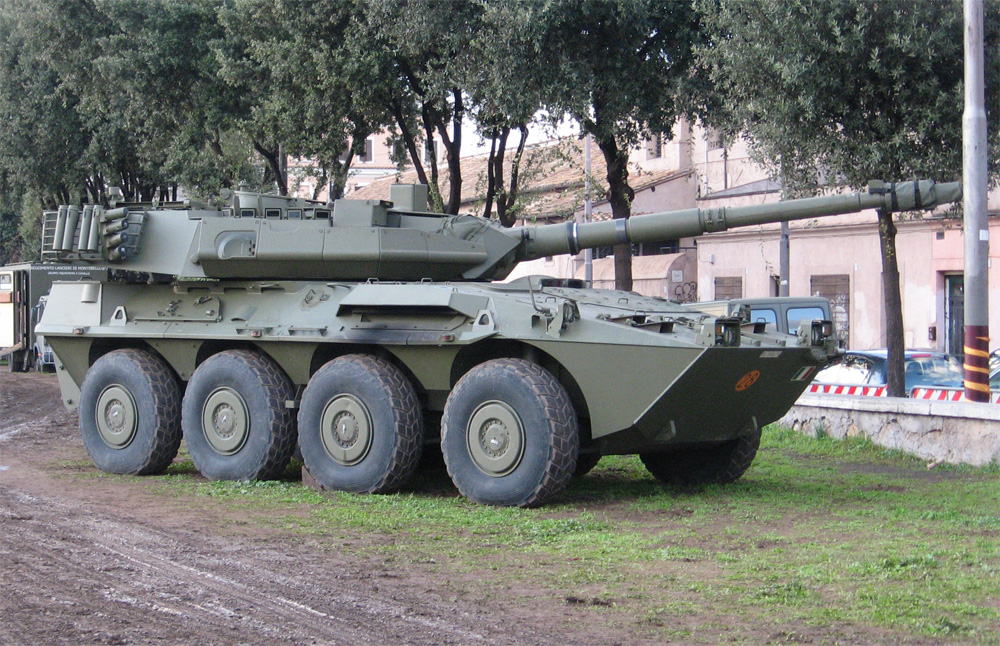
半人馬裝甲車
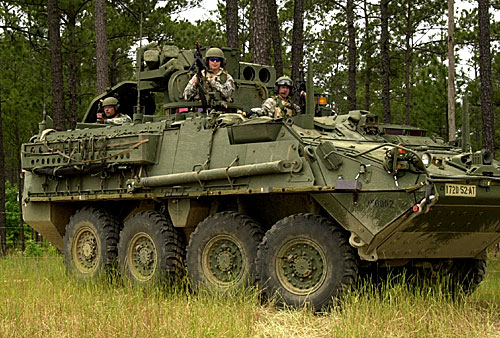
史崔克裝甲車
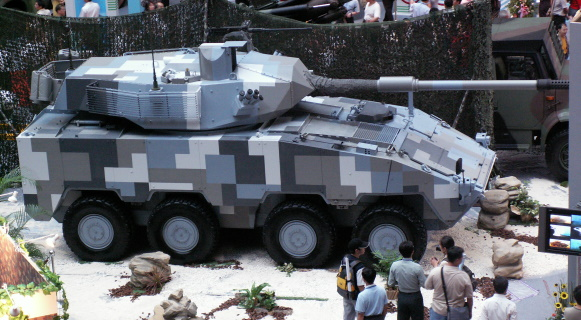
雲豹裝甲車
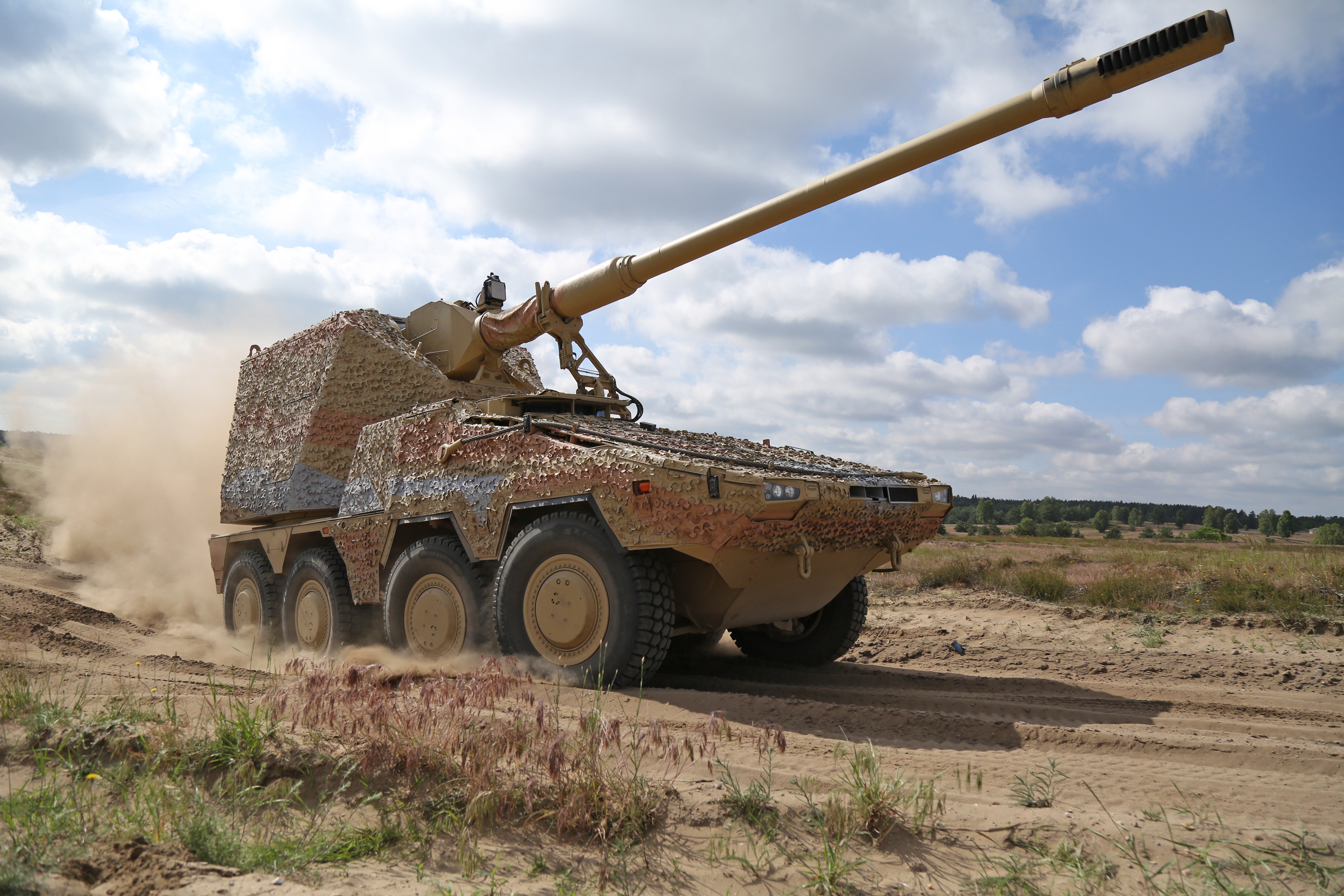
拳師裝甲車、配備155毫米榴彈砲的原型車

## 相关项目
- 轮式装甲车列表
- 遙控武器系統